# フォーエヴァー・マイケル
『フォーエヴァー・マイケル』（Forever, Michael）は、1975年3月に発売されたマイケル・ジャクソンのアルバム。

## 解説
マイケルがモータウンでリリースした最後のソロ・アルバム。当時はさほどヒットしなかったが、移籍後発表された次回作『オフ・ザ・ウォール』がヒットしたことから、本作も話題となった。メロディアスな曲が多く、変声期を迎えたマイケルの独特の歌声を聴くことができる。

## 収録曲
1. ウィアー・オールモスト・ゼア - We're Almost There
2. テイク・ミー・バック - Take Me Back
3. 想い出の一日 - One Day In Your Life
『オフ・ザ・ウォール』が売れた後、1981年にシングルカット。イギリスでシングルチャート第1位を獲得するなどヨーロッパでヒットした。
4. シンデレラ・ステイ・アホワイル - Cinderella Stay Awhile
5. ウィヴ・ガット・フォーエヴァー - We've Got Forever
6. ジャスト・ア・リトル・ビット・オブ・ユー - Just a Little Bit of You
7. ユー・アー・ゼア - You Are There
8. ダッパー・ダン - Dapper Dan
9. ディア・マイケル - Dear Michael
10. アイル・カム・ホーム・トゥ・ユー - I'll Come Home to You